# Kazungula, Zimbabwe
Ej att förväxla med Kazungula, Zambia eller Kazungula, Botswana
Kazungula är en gränsstation i provinsen Matabeleland North i Zimbabwe vid gränsen till Botswana. Den ligger 4,5 kilometers väg sydost om Kazungulabron över Zambezi. De zambiska och botswanska orterna på bägge sidor om Kazungulabron heter också Kazungula.
Fyra länders territorier möts nästan i en fyrlandspunkt vid Kazungula: Zambias, Botswanas, Zimbabwes och Namibias. Under tidigt 2000-tal överenskom de fyra berörda länderna att gränsen skulle utgöras av två trelandspunkter i Zambezifloden, med en gränslinje på 150 meter mellan Botswana och Zambia däremellan. Över denna korta gränslinje har sedermera Kazungulabron byggts.
Kazungula har förbindelse med en asfalterad väg med staden Victoria Falls, 70 kilometer österut.